# Truljalia ornata
Truljalia ornata är en insektsart som först beskrevs av Lucien Chopard 1969.  Truljalia ornata ingår i släktet Truljalia och familjen syrsor.

## Underarter
Arten delas in i följande underarter:
- T. o. ornata
- T. o. adunca